# Nathalie Krebs

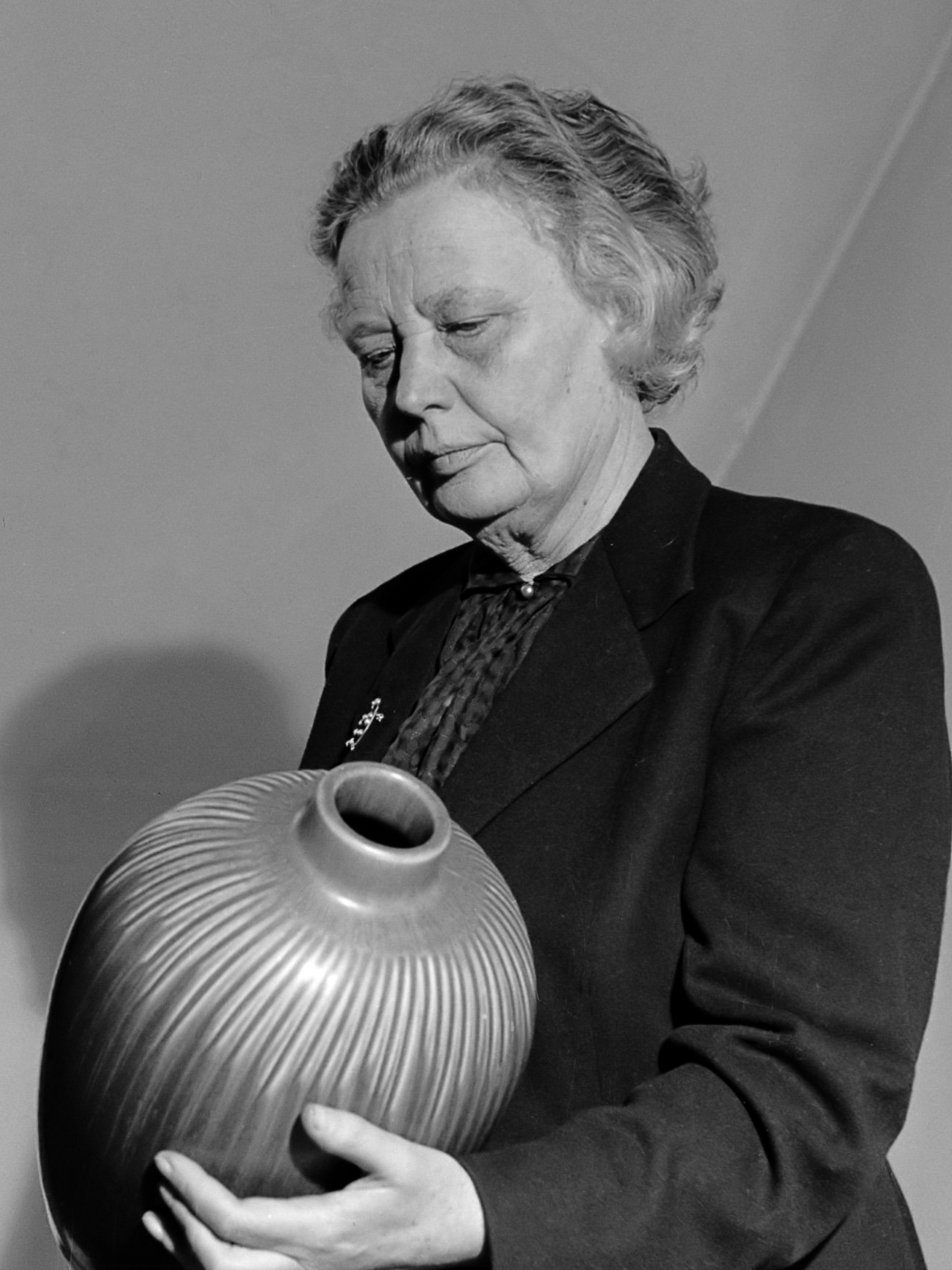
Nathalie Krebs (1954)

Johanne Nathalie Krebs (5. August 1895 in Aarhus – 5. Januar 1978 in Kopenhagen) war eine dänische Keramikkünstlerin.

## Leben und Werk
Nathalie Krebs studierte Chemie. Sie arbeitete nach dem Studium für die Porzellanmanufaktur Bing & Grøndahl in Kopenhagen, die heute zur Fiskars-Gruppe gehört, bevor sie 1929 oder 1930 gemeinsam mit Gunnar Nyland ein eigenes Atelier gründete. Von 1931 bis 1968 führte sie Saxbo, ihr eigenes Atelier. Saxbo gilt als das erste Atelier in Dänemark, in dem mit Steinzeug gearbeitet wurde. Ihre Experimente, die sie in diesem Atelier mit Formen, Brenn- und Glasurtechniken unternahm, gelten als wegweisend.

## Auszeichnungen
- 1937 Tagea Brandts Rejselegat
- 1951 Prinz Eugen Medaille